# Salvatore Tessio
Salvatore "Sal" Tessio er en fiktiv karakter i Mario Puzos roman The Godfather (196), og i to af filmene baseret på bogen; The Godfather (1972) og The Godfather Part II (1974). Hans fødenavn blev opfundet til filmene, da han i romanen kun omtales som "Tessio". I filmen The Godfather blev Tessio spillet af Abe Vigoda. I The Godfather Part II spiller John Aprea den yngre Tessio, mens Vigoda spillede rollen i et flashback, der foregår i 1941.
Tessio optræder også i romanen The Godfather Returns (2004) og i computerspillet The Godfather (2006).